# Dacryopinax xizangensis
Dacryopinax xizangensis är en svampart som beskrevs av Lowy & M. Zang 1985. Dacryopinax xizangensis ingår i släktet Dacryopinax och familjen Dacrymycetaceae.   Inga underarter finns listade i Catalogue of Life.